# سيلة الشرقية
قرية سيلة الشرقية هي إحدى القرى التابعة لمركز مطاي بمحافظة المنيا في جمهورية مصر العربية. حسب إحصاءات سنة 2006، بلغ إجمالي السكان في سيلة الشرقية 4963 نسمة، منهم 2388 رجلا و2575 امرأة.